# إعادة التأهيل القائمة على المجتمع
يكمن الهدف من إعادة التأهيل القائمة على المجتمع (CBR) في مساعدة الأشخاص ذوي الإعاقات من خلال إنشاء برامج تعتمد على المجتمع من أجل الاندماج الاجتماعي وتكافؤ الفرص وبرامج إعادة التأهيل من أجل المعاقين. وتتمثل قوة برامج إعادة التأهيل القائمة على المجتمع في إمكانية توفيرها في المناطق الريفية التي بها بنية تحتية محدودة، حيث لا تقتصر قيادة البرنامج على المحترفين في الرعاية الطبية أو التعليم أو الخدمات المهنية أو الخدمات الاجتماعية. بل إن برامج إعادة التأهيل القائمة على المجتمع تشرك الأشخاص ذوي الإعاقات أنفسهم وأسرهم ومجتمعاتهم، بالإضافة إلى المحترفين المناسبين.

## معلومات تاريخية
في بداية فترة الستينيات من القرن العشرين، بدأت جهود إقامة مراكز إعادة التأهيل في الدول النامية تحدث تأثيرًا في المراكز الحضرية ولكنها فشلت في تقديم الدعم والمساعدة للأشخاص المعاقين بالمناطق الريفية حول العالم. وكانت استجابة منظمات الإغاثة العالمية تتمثل في تحويل الموارد المالية من المستشفيات المقامة بالمدن إلى برامج المجتمع الريفي. وقد تم إطلاق أول المشروعات التمهيدية لإعادة التأهيل القائمة على المجتمع في فترة السبعينيات من القرن العشرين وأدى نجاحها المستمر إلى تبني برامج إعادة التأهيل القائمة على المجتمع في جميع أنحاء أفريقيا وآسيا وأمريكا الجنوبية.

## شبكة دول آسيا والمحيط الهادئ لإعادة التأهيل القائمة على المجتمع

### نبذة مختصرة
لقد تطور فهمنا للإعاقة بقدر معقول في الماضي القريب، وبناءً على ذلك تطورت إعادة التأهيل القائمة على المجتمع بشكل كبير استجابة لاحتياجات ومتطلبات الأشخاص ذوي الإعاقات وعائلاتهم ومجتمعاتهم. ويكمن الهدف الكلي لإعادة التأهيل القائمة على المجتمع في تحقيق تنمية شاملة تعتمد على المجتمع حيث يصبح الأشخاص ذوو الإعاقات وأفراد عائلاتهم جزءًا من جميع المبادرات التنموية، على سبيل المثال الأهداف التنموية للألفية (MDG) ووثيقة إستراتيجية تقليل الفقر (PRSP) مع حصولهم على حقوق وفرص متساوية مثل الآخرين. كما يتمثل الهدف المنشود في إدراك فائدة عمليات الوصول الجماعي إلى الأشخاص ذوي الإعاقات وخاصة هؤلاء الفقراء الذين يعيشون في ظروف صعبة أو مناطق ريفية. ولتحقيق هذه الأهداف، فإن ممارسي/منفذي/مروجي برامج إعادة التأهيل القائمة على المجتمع يحتاجون إلى الوصول إلى أحدث المعلومات ومشاركة خبراتهم والقيام بأنشطة بحثية وتعزيز قدراتهم ونشر معارفهم وخبراتهم بين الجيل الجديد من ممارسي إعادة التأهيل القائمة على المجتمع.
تعتبر شبكة إعادة التأهيل القائمة على المجتمع علاقة رسمية أو غير رسمية بين منفذي/ممارسي إعادة التأهيل القائمة على المجتمع أو المؤسسات التي يتبعونها للترويج لإعادة التأهيل القائمة على المجتمع وتعزيزها. وتعتمد قوة الشبكة على قوة أعضائها من الأفراد أو المؤسسات على حد سواء والتنسيق والتعاون بين الأعضاء. ومن المتوقع أن تكون المنافع المتحققة من الشبكة أكبر من أي جهد فردي. ومن أجل إثراء إعادة التأهيل القائمة على المجتمع بصورة أكبر لتوفير النفع للأشخاص ذوي الإعاقات وعائلاتهم ومجتمعاتهم وبلادهم، فمن المطلوب وجود شبكة من ممارسي/منفذي/مروجي إعادة التأهيل القائمة على المجتمع على المستوى الوطني والإقليمي والعالمي على الأقل.
ويجب أن تكون هذه الشبكات ديمقراطية، فينبغي أن يقوم أعضاء الشبكة القومية لإعادة التأهيل القائمة على المجتمع باختيار هيئتها التنفيذية القومية؛ على سبيل المثال شبكة إعادة التأهيل القائمة على المجتمع بأفغانستان، وشبكة إعادة التأهيل القائمة على المجتمع بالهند، وشبكة إعادة التأهيل القائمة على المجتمع بإندونيسيا. كذلك، يجب أن يمثل رئيس أو سكرتير الشبكات القومية الهيكل العام للشبكة الإقليمية؛ على سبيل المثال شبكة إعادة التأهيل القائمة على المجتمع بدول آسيا والمحيط الهادئ. وعلى الهيكل العام لشبكة إعادة التأهيل القائمة على المجتمع بدول آسيا والمحيط الهادئ انتخاب هيئته التنفيذية وممثليه للشبكة العالمية لإعادة التأهيل القائمة على المجتمع. وأثناء انتخاب الهيئة التنفيذية، يجب التأكد أن هذه اللجنة يمثلها أشخاص يتسمون بالكفاءة والالتزام. إن إعادة التأهيل القائمة على المجتمع تفيد الجميع؛ كما أن ثراءها ونجاحها يعتمدان على التنوع واحترام هذا التنوع. وللعلم، فإن اللجنة المثالية لإعادة التأهيل القائمة على المجتمع يجب أن تتألف من أشخاص ذوي خلفيات متنوعة؛ على سبيل المثال أشخاص ذوو إعاقات (مجموعات عجز مختلفة) وأكاديميون وأشخاص ذوو خلفيات اجتماعية واقتصادية مختلفة وأشخاص قادمون من مناطق ريفية أو يمثلون واضعي سياسات المجموعات المعرضة للخطر والممارسين والمروجين وممثلاً من القطاعين العام والخاص. ويعتبر التوازن بين النوع والإعاقة مفتاح النجاح لأي من شبكات إعادة التأهيل القائمة على المجتمع.
يوجد حول العالم شبكات قائمة: كبيرة وصغيرة، ورسمية وغير رسمية، ونشطة وغير نشطة، وما إلى ذلك. فعلى سبيل المثال، تعتبر شبكة إعادة التأهيل القائمة على المجتمع بإفريقيا شبكة كبيرة تغطي قارة واحدة بالكامل. وفي عام 2001 أثناء المؤتمر الإفريقي الإقليمي الأول حول إعادة التأهيل القائمة على المجتمع في كامبالا بدولة أوغندا، تم إنشاء شبكة إعادة التأهيل القائمة على المجتمع بإفريقيا (CAN). وبدأت هذه الشبكة بأربع نقاط عمل، وهي:
1. بدء تكوين الجمعيات القومية لإعادة التأهيل القائمة على المجتمع.
2. تحسين القدرة على مشاركة المعلومات المتعلقة بالممارسات الجيدة لإعادة التأهيل القائمة على المجتمع.
3. مراجعة البرامج التدريبية لإعادة التأهيل القائمة على المجتمع من أجل تعزيز تزامنها.
4. تنظيم مؤتمرات دورية (كل ثلاث سنوات) حول إعادة التأهيل القائمة على المجتمع في إفريقيا، بدأت بعقد مؤتمر في عام 2004.

ومنذ ذلك الحين، بدأت شبكة إعادة التأهيل القائمة على المجتمع في إفريقيا في النمو، واليوم أصبحت شبكة لإعادة التأهيل قائمة على المجتمع في جميع أنحاء إفريقيا إلى جانب المؤتمر الرابع المقرر عقده في الفترة من 25 إلى 29 أكتوبر بفندق هيلتون - بمدينة أبوجا بنيجيريا. توجد شبكات أخرى بارزة تتضمن شبكة إعادة التأهيل القائمة على المجتمع بجنوب آسيا والتي تعتبر شبكة إقليمية فرعية، وتوجد حول العالم العديد من الشبكات القومية لإعادة التأهيل القائمة على المجتمع.
في الوقت الحاضر، توجد ثلاث شبكات قارية (إقليمية) أكبر حجمًا يجري تطويرها أو توسعتها بما يتضمن شبكة إعادة التأهيل القائمة على المجتمع في إفريقيا وشبكة إعادة التأهيل القائمة على المجتمع بأمريكا وشبكة إعادة التأهيل القائمة على المجتمع في دول آسيا والمحيط الهادئ. وكان أحد نتائج مؤتمر إعادة التأهيل القائمة على المجتمع في دول آسيا والمحيط الهادئ إنشاء شبكة إعادة التأهيل القائمة على المجتمع في دول آسيا والمحيط الهادئ.
ومن المأمول أن تصبح شبكة دول آسيا والمحيط الهادئ نشيطة للغاية في الترويج لإعادة التأهيل القائمة على المجتمع عبر القارة وداخل البلدان. لقد ساهم أول مؤتمر لإعادة التأهيل القائمة على المجتمع في دول آسيا والمحيط الهادئ في توفير فرصة رائعة لتشكيل الهيئة العامة لشبكة إعادة التأهيل القائمة على المجتمع في دول آسيا والمحيط الهادئ، والتي ستجتمع في نهاية الأمر وتنتخب جهازها التنفيذي وترتقي بشبكة إعادة التأهيل القائمة على المجتمع في دول آسيا والمحيط الهادئ.
لقد تم ترشيح واختيار ممثلي أربع وعشرين دولة من بين مروجي/منفذي/ممارسي إعادة التأهيل القائمة على المجتمع، بما في ذلك الأشخاص ذوي الإعاقات مع مراعاة المساواة بين الجنسين والتنوع المؤسسي والإقليمي. وقد عقد ممثلو الدول المنضمة للشبكة اجتماعهم الأول فور الانتهاء من المؤتمر. هذا، وقد تعهد الأعضاء ممن حضروا الاجتماع بإنشاء شبكة إعادة التأهيل القائمة على المجتمع في دول آسيا والمحيط الهادئ وصياغة دستور ورسم خطة أعمال مستقبلية والارتقاء بها (كنوع من الاستمرار في الحوار) بدعم من مركز الإعاقة في دول آسيا والمحيط الهادئ (APCD) باعتباره سكرتارية الشبكة.
وكان الهدف المبدئي من شبكة إعادة التأهيل القائمة على المجتمع في دول آسيا والمحيط الهادئ هو الترويج لإعادة التأهيل القائمة على المجتمع وتعزيزها عبر القارة وفي البلاد وحشد الموارد وتنظيم الدورات التدريبية ودعم تبادل المعلومات.

## وصلات خارجية
- worldbank.org / WBSITE /EXTERNAL/TOPICS/EXT SOCIAL PROTECTION/EXT DISABILITY/ 0,,contentMDK:20192706~menuPK:418196~pagePK:148956~piPK:216618~theSitePK:282699,00.html The World Bank, Thematic Areas: Community-based Rehabilitation
- World Health Organisation (WHO), report on Community Based Rehabilitation
- Community Based Rehabilitation Asia Pacific Network